# Picayune
Picayune – miasto w Stanach Zjednoczonych, w stanie Missisipi, w hrabstwie Pearl River.